# Jeremie Miller

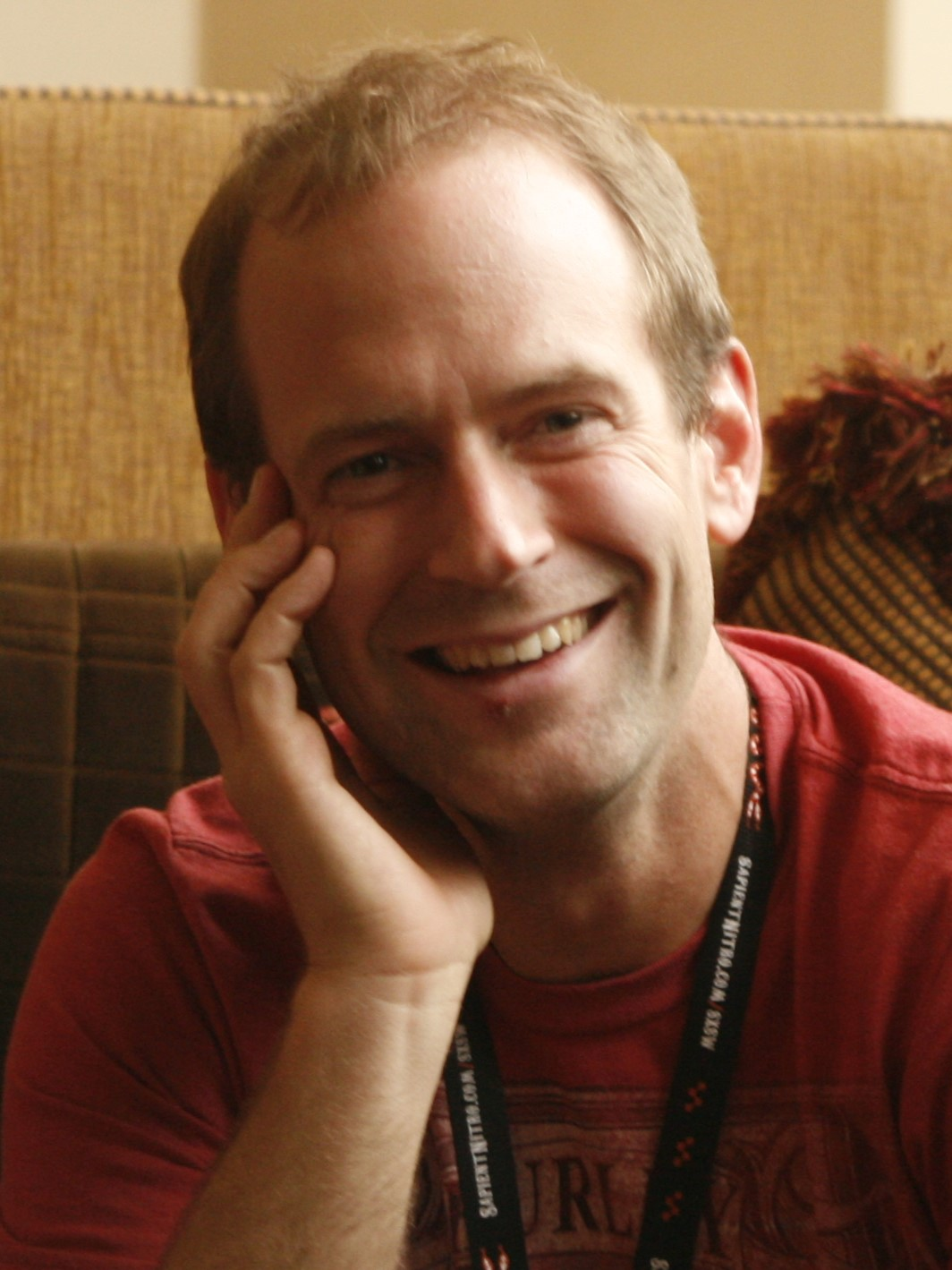
Jeremie Miller

Jeremie Miller (* 1975 in Cascade, Iowa) ist der Erfinder der XMPP/Jabber-Technologien, mit denen er sich seit 1998 beschäftigt, und war die treibende Kraft bei der Entwicklung der ersten Referenz-Implementierung eines XMPP-Servers, jabberd. Miller schrieb ebenfalls einen der ersten XML-Parser in JavaScript.
Er wuchs auf einer Farm in der Nähe seines kleinen Heimatortes auf. Später besuchte er die Iowa State University und studierte dort „Computer and Electrical Design“. Miller brach jedoch das Studium 1995 ab, um bei einem Startup-Internetprovider zu arbeiten.
Die erste öffentlich freigegebene größere Version von Jabber erschien im Mai 2000. XMPP/Jabber ist eine Open-Source-Alternative zu den zahlreichen proprietären Instant Messenger.
Derzeit arbeitet Miller an Projekten von Gibeo und an dem Web-basierten Instant Messenger on2me. Er ist ebenfalls als Berater im Bereich der Software-Entwicklung tätig.
Mit seiner Frau Lis und seinen drei Söhnen lebt er weiterhin in Cascade, wo er auch einen kleinen Geschenke-Laden und eine „Bed & Breakfast“-Pension betreibt.